# Luc Schaedler

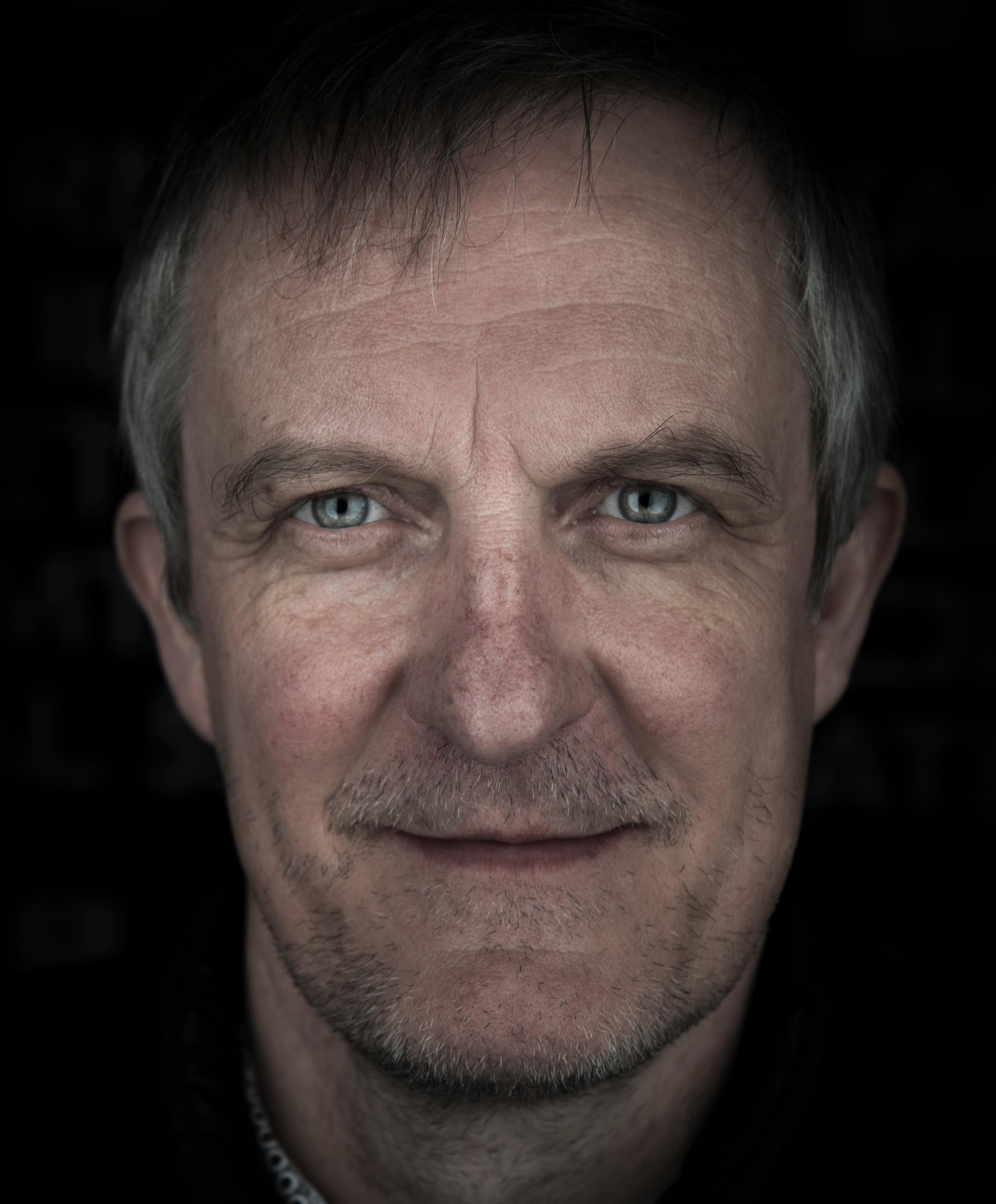
Luc Schaedler (2018)

Luc Schaedler (* 24. April 1963 in Zürich) ist ein Schweizer Anthropologe, Filmproduzent, -regisseur und Kameramann.

## Werdegang
Luc Schaedler wurde 1963 in Zürich geboren. Von 1986 bis 2002 arbeitete er beim Verein Kino Xenix mit. Ab 1988 machte er verschiedene Reisen nach Indien, China, Tibet und Japan. Er studierte Anthropologie, Film- und Sozialgeschichte an der Universität Zürich mit Abschluss 1997 in visueller Anthropologie. Seit 1998 arbeitet er als unabhängiger Filmschaffender und -produzent. Von 1998 bis 2001 arbeitete er beim Aufbau des Filmclubs Zauberlaterne für Kinder mit. 2002 war er Mitbegründer des Regard Bleu Festivals am Völkerkundemuseum der Universität Zürich. 2005 wurde er in Anthropologie promoviert. Von 2006 bis 2008 war er Leiter der Abteilung Visuelle Anthropologie am Völkerkundemuseum der Universität Zürich. 2009 gründete er die Produktionsfirma go between films gmbh.
Er ist Mitglied des Board of Trustees von Swiss Films.

## Filmografie
- 1996: Cantone, Louis
- 1997: Made In Hong Kong
- 2005: Angry Monk – Eine Reise durch Tibet – Über den rebellischen Mönch Gendün Chöphel und das moderne Tibet
- 2007: Bestattungskultur im Wandel
- 2013: Watermarks – Drei Briefe aus China
- 2018: A Long Way Home
- 2021: Loba Loba